# Rotbrauner Laubkäfer

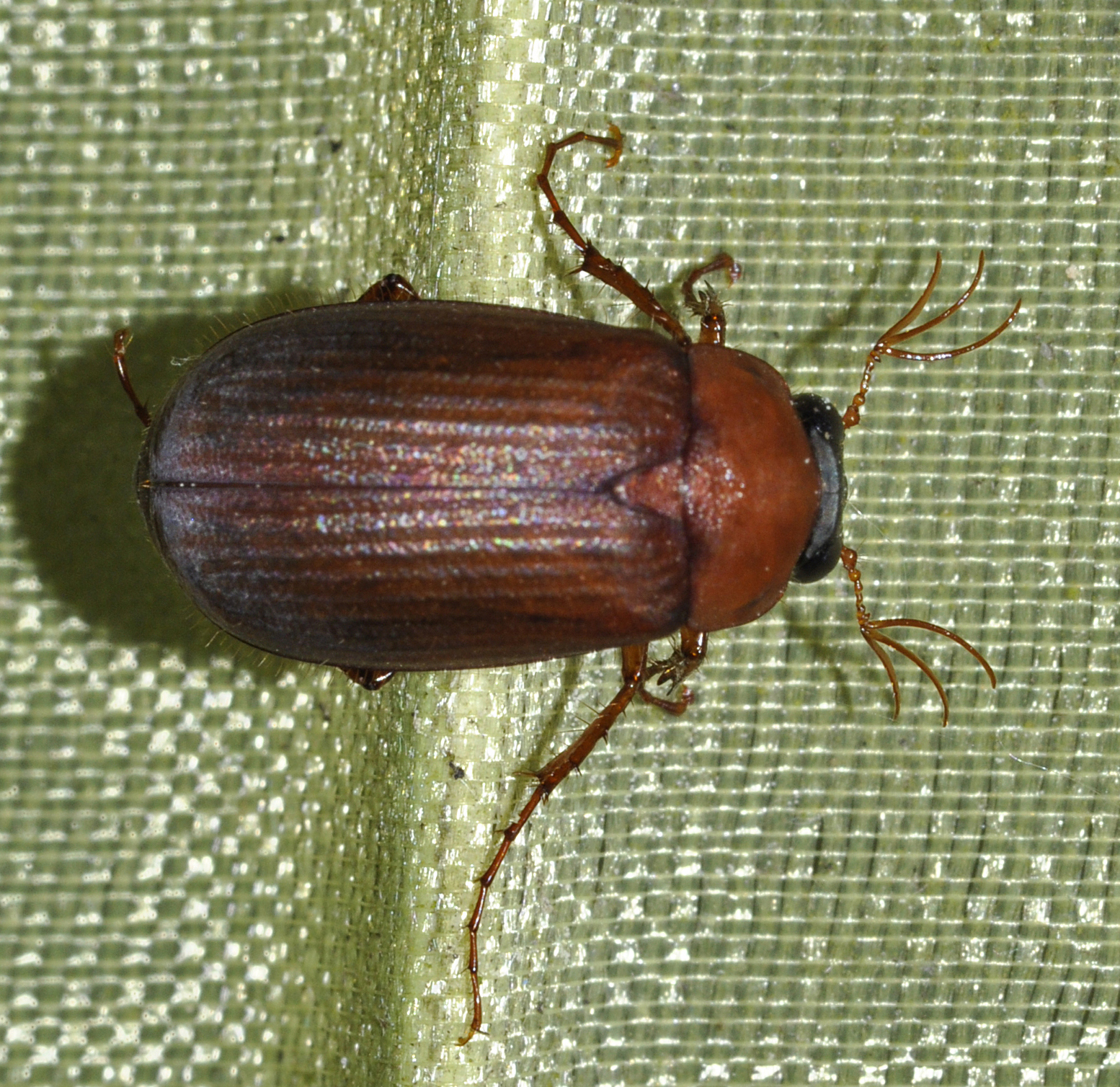
Dorsalansicht

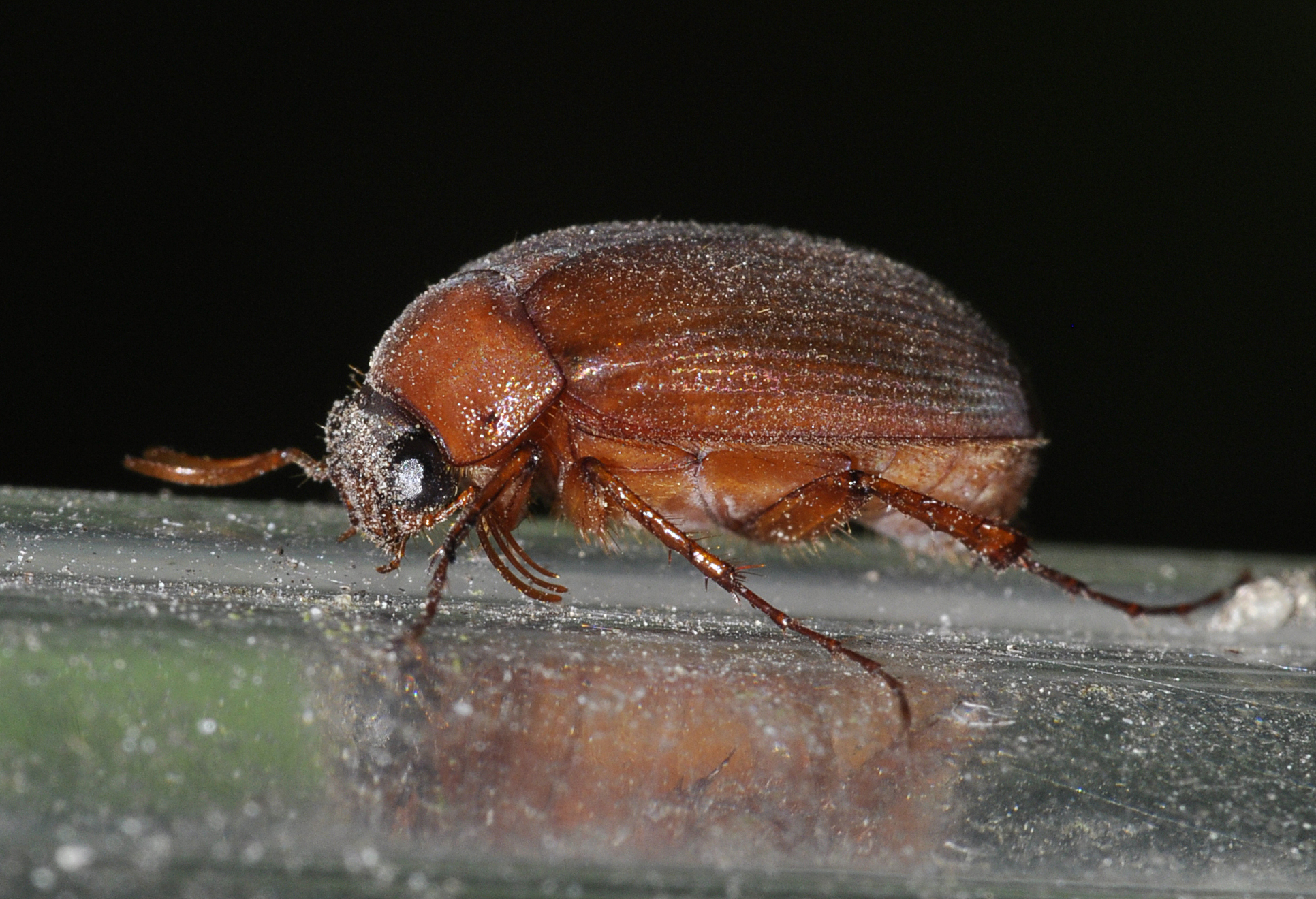
Seitenansicht

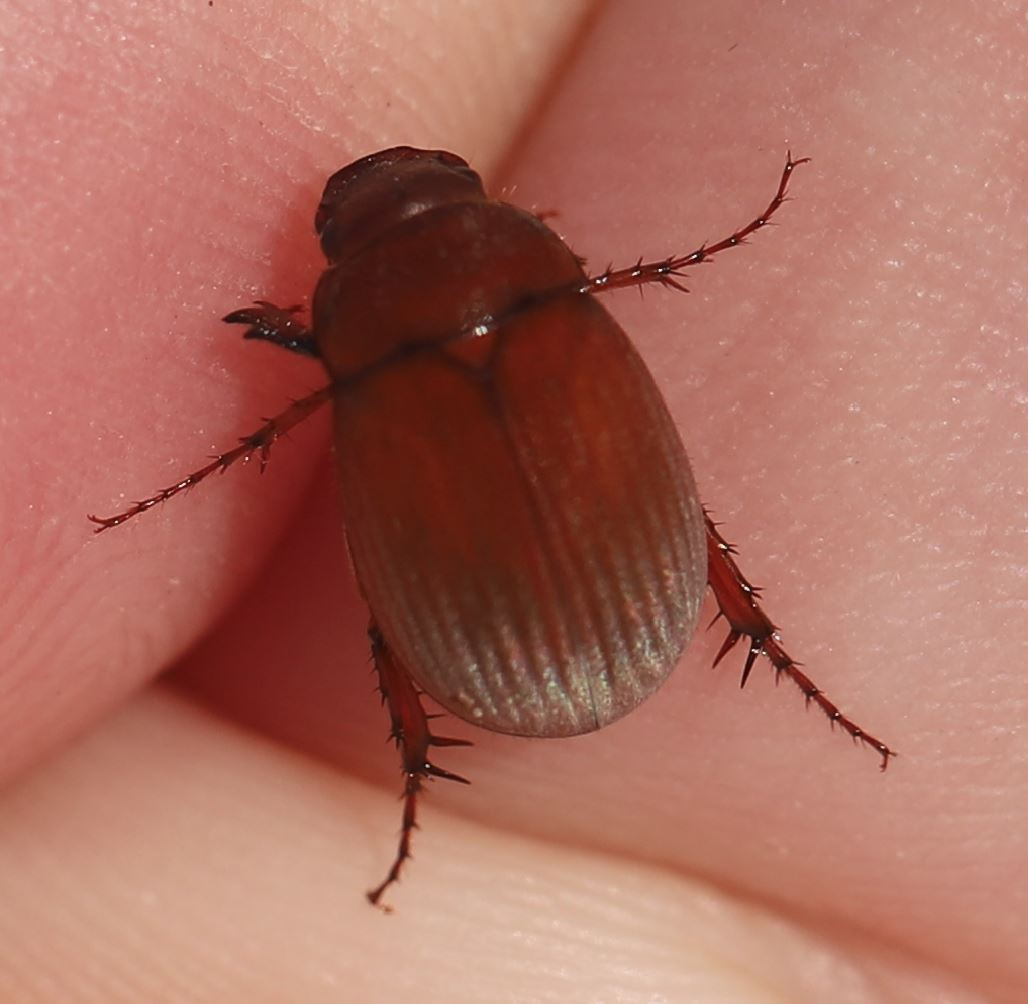
Am Hinterleibsende weißlich gefärbt, möglicherweise durch Abnutzung der Schuppen

Der Rotbraune Laubkäfer (Serica brunnea) ist ein Käfer aus der Familie der Blatthornkäfer (Scarabaeidae). Innerhalb der Blatthornkäfer wird die Art der Unterfamilie Melolonthinae zugeordnet, zu welcher auch die Maikäfer zählen.

## Merkmale
Die länglich-ovalen, stark gewölbten orangefarbenen Käfer sind 8–11 mm lang. Der Kopf kann teilweise oder vollständig dunkelbraun bis schwarz gefärbt sein. Die 9-gliedrigen Fühler besitzen einen 3-gliedrigen Fächer. Diese sind bei den Männchen von Serica brunnea durchgebogen und länger als die übrigen Fühlerglieder. Vorderrand und Seitenrand des Halsschilds sowie der Rand der Flügeldecken weisen lange, helle, steife Borsten auf. Ferner ist der Halsschild grob punktiert. Über die Flügeldecken verlaufen zehn Punktstreifen, wobei der letzte undeutlich ist. Die mittleren und hinteren Tibien besitzen jeweils zwei Querleisten. Die Augen der Männchen sind auffällig groß.

## Verbreitung
Die Käferart kommt in weiten Teilen Europas vor. Im Norden reicht das Vorkommen bis nach Skandinavien. In England ist die Art lokal vertreten.

## Lebensweise
Die Art kommt hauptsächlich in Hügellandschaften und Gebirgsgegenden vor. Dort ist sie nicht selten und kann stellenweise auch häufig auftreten. Die Imagines beobachtet man von Ende Mai bis Anfang September. Sie sind überwiegend dämmerungs- und nachtaktiv. Die Larvenentwicklung dauert zwei Jahre. Die bis zu 18 mm langen Larven leben in sandigen Böden oder Gartenbeeten, wo sie sich von Pflanzenwurzeln ernähren. In Forstkulturen gelten die Larven als Schädlinge. Die Verpuppung findet im Frühjahr statt.